# 4 juillet en sport
4 juin 4 août
Chronologies thématiques
- Croisades
- Ferroviaires
- Disney

Le 4 juillet (185e jour de l'année ou 186e en cas d'année bissextile) en sport.

## Événements

### XIXesiècle
- 1885 :
  - (Tennis /Grand Chelem) : début du Tournoi de Wimbledon qui se déroule jusqu'au 17 juillet 1885.

### XXesièclede1901à1950
- 1906 : 
  - (Cyclisme sur route) : départ du Tour de France, Émile Georget gagne la première étape mais René Pottier remporte le tour.
- 1912 : 
  - (Football) : à Stockholm, en finale des Jeux olympiques, la Grande-Bretagne s'impose sur le Danemark 4-2.
- 1914 : 
  - (Sport automobile) : victoire de Christian Lautenschlager au Grand Prix automobile de France sur une Mercedes.
- 1919 : 
  - (Boxe anglaise) : Jack Dempsey devient champion du monde en s’imposant par KO face à Jess Willard.
- 1926 : 
  - (Football) : le Servette de Genève est sacré champion de Suisse.
- 1935 : 
  - (Cyclisme sur route) : départ du Tour de France, Romain Maes gagne la 1re étape, la 11e et la 21e, il remporte le tour en conservant le maillot jaune durant les 21 étapes.
- 1936 : 
  - (Athlétisme) : George Varoff porte le record du monde du saut à la perche à 4,43 mètres.
- 1948 : 
  - (Sport automobile) : parti en tête, Maurice Trintignant est victime d'un terrible accident au Grand Prix de Suisse alors qu'il était 4e au 4e tour. Déclaré cliniquement mort, il revient à la vie après une semaine de coma.

### XXesièclede1951à2000
- 1951 : 
  - (Cyclisme sur route) : départ du Tour de France, le Suisse Giovanni Rossi gagne la 1re étape.
- 1954 :
  - (Football) : l'Allemagne remporte la Coupe du monde de football de 1954.
  - (Sport automobile) : victoire de Juan Manuel Fangio sur Mercedes au Grand Prix automobile de France.
- 1971 : 
  - (Formule 1) : victoire de Jackie Stewart sur une Tyrrell-Ford au Grand Prix automobile de France.
- 1976 : 
  - (Formule 1) : victoire de James Hunt sur une McLaren-Ford au Grand Prix automobile de France.
- 1986 : 
  - (Cyclisme sur route) : départ du Tour de France, le Français Thierry Marie gagne le prologue.
- 1988 : 
  - (Cyclisme sur route) : départ du Tour de France, l'Italien Guido Bontempi gagne la préface (étape contre-la-montre par équipes).
- 1992 : 
  - (Cyclisme sur route) : départ du Tour de France, l'Espagnol Miguel Indurain gagne le prologue.
- 1993 :
  - (Football) : l'Argentine remporte la Copa América 1993 en battant le Mexique en finale 2-1.
  - (Formule 1) : Grand Prix automobile de France.

### XXIesiècle
- 2004 :
  - (Football) : la Grèce remporte l'Euro 2004 en s'imposant en finale 1-0 face au Portugal.
  - (Formule 1) : Grand Prix automobile de France.
- 2007 :
  - (Escrime) : lors de la troisième journée des championnats d'Europe disputés à Gand en Belgique, le Français Jérôme Jeannet s'impose en épée masculine et la Russe Ekaterina Fedorkina enlève le titre en sabre féminin.
  - (Jeux olympiques d'hiver) : à l'occasion de la 119e session du Comité international olympique qui se tient au Guatemala, Sotchi (Russie) a été désignée ville hôte pour les Jeux olympiques d'hiver de 2014. Trois sites étaient en concurrence : Salzbourg (Autriche) fut éliminé au premier tour et Pyeongchang (Corée du Sud) au second tour.
  - (Rugby à XIII) : à Brisbane en Australie, les New South Wales Blues remportent l'édition 2007 du State of Origin en s'imposant 18-4 dans le troisième match de la série annuelle les opposant aux Queensland Maroons.
- 2013 : 
  - (Cyclisme sur route /Tour de France) : dans la 6e étape Aix-en-Provence – Montpellier, victoire de l'Allemand André Greipel au sprint. Le Sud-Africain Daryl Impey est le nouveau maillot jaune.
- 2015 :
  - (Athlétisme /Ligue de diamant) : Jimmy Vicaut bat le record de France du 100 mètres détenu par Christophe Lemaitre lors du meeting Areva en arrivant 2e derrière Asafa Powell avec un chrono de 9 s 86 (1,6 m/s) et devient codétenteur du record d'Europe égalant celui du Portugais Francis Obikwelu[1].
  - (Cyclisme sur route/Tour de France) : départ du Tour de France, la 1re étape est remportée par l'Australien Rohan Dennis.
  - (Football /Copa América) : le Chili s'impose devant l'Argentine en finale de la Copa América au terme des tirs au but (0-0, 4 t.a.b à 1).
- 2016 : 
  - (Cyclisme sur route /Tour de France) : sur la 3e étape du Tour de France 2016, victoire du Britannique Mark Cavendish devant l'Allemand André Greipel et le Français Bryan Coquard.
- 2017 : 
  - (Cyclisme sur route /Tour de France) : sur la 4e étape du Tour de France 2017 qui relie Mondorf-les-Bains au Luxembourg à Vittel en France, victoire du Français Arnaud Démare qui devance le Norvégien Alexander Kristoff et l'Allemand André Greipel. Le Britannique Geraint Thomas conserve le maillot jaune. Le Slovaque Peter Sagan est exclu de la course pour avoir provoqué une chute dans le sprint final.
- 2021 : 
  - (Cyclisme sur route /Tour de France) : sur la 9e étape du Tour de France qui se déroule entre Cluses et Tignes, sur une distance de 144,9 kilomètres, victoire de l'Australien Ben O'Connor après une échappée. Le Slovène Tadej Pogačar conserve le maillot jaune.
- 2023 :
  - (Cyclisme sur route /Tour de France) : sur la 4e étape du Tour de France qui se déroule entre Dax (Landes) et le circuit Paul Armagnac de Nogaro (Gers), sur une distance de 181,8 kilomètres, le Belge Jasper Philipsen réalise le doublé après sa victoire de la veille et le Britannique Adam Yates conserve son maillot jaune.
- 2024 :
  - (Cyclisme sur route /Tour de France) : sur la 6e étape du Tour de France qui se déroule  entre Mâcon en Saône-et-Loire et Dijon en Côte-d'Or, sur une distance de 163,5 kilomètres, victoire au sprint du Néerlandais Dylan Groenewegen. Le Slovène Tadej Pogačar conserve le Maillot jaune[2].

## Naissances

### XIXesiècle
- 1855 : 
  - Francis Sparks, footballeur anglais. (3 sélections en équipe nationale). († 13 février 1934).
- 1859 : 
  - Mickey Welch, joueur de baseball américain. († 30 juillet 1941).
- 1884 : 
  - Jack Warhop, joueur de baseball américain. († 4 octobre 1960).
- 1889 :
  - Shunzo Kido, cavalier de concours complet japonais. († 3 octobre 1989).
- 1899 : 
  - Urbain Wallet, footballeur français. (21 sélections en équipe de France). († 9 décembre 1973).

### XXesièclede1901à1950
- 1907 :
  - John Anderson, athlète de lancers américain. Champion olympique du disque aux Jeux de Los Angeles 1932. († 11 juillet 1948).
- 1918 : 
  - Alec Bedser, joueur de cricket anglais. (51 sélections en test cricket). († 4 avril 2010).
  - Johnnie Parsons, pilote de courses automobile américain. Vainqueur des 500 miles d'Indianapolis 1950. († 8 septembre 1984).
- 1924 : 
  - Lidia Alexeyeva, basketteuse puis entraîneuse soviétique puis russe. Sélectionneuse de l'équipe d'URSS féminine de 1962 à 1984, championne olympique aux Jeux de Montréal 1976 puis aux Jeux de Moscou 1980, championne du monde de basket-ball féminin 1964, 1967, 1971, 1975 et 1983 puis championne d'Europe de basket-ball féminin 1962, 1964, 1966, 1968, 1970, 1972, 1974, 1976, 1978, 1980, 1981 et 1983. († 26 juin 2014).
- 1926 :
  - Alfredo Di Stéfano, footballeur et entraîneur argentin puis espagnol. Vainqueur de la Copa América 1947, des Coupe des clubs champions 1956, 1957, 1958, 1959 et 1960. (6 sélections avec l'équipe d'Argentine et 31 avec l'équipe d'Espagne). († 7 juillet 2014).
  - Wolfgang Seidel pilote de courses automobile allemand. († 1er mars 1987).
- 1928 :
  - Giampiero Boniperti, footballeur puis dirigeant sportif italien. (38 sélections en équipe nationale). († 18 juin 2021).
  - Peter Mander, skipper néo-zélandais. Champion olympique du Sharpie 12 m2 aux Jeux de Melbourne 1956. († 21 juin 1998).
  - Chuck Tanner, joueur de baseball puis dirigeant sportif américain. († 11 février 2011).
- 1929 : 
  - Al Davis, joueur de football U.S. puis entraîneur et dirigeant sportif américain. († 8 octobre 2011).
- 1930 : 
  - Yuriy Tyukalov, rameur d'aviron soviétique puis russe. Champion olympique du skiff aux Jeux d'Helsinki 1952, du deux de couple aux Jeux de Melbourne 1956 et médaillé d'argent du deux de couple aux Jeux de Rome 1960.  († 19 février 2018).
- 1932 : 
  - Aurèle Vandendriessche, athlète de fond belge. Vainqueur des Marathons de Boston 1963 et 1964. († 17 octobre 2023).
- 1933 : 
  - Carl-Otto Bremer, pilote de courses automobile finlandais. († 7 août 1962).
- 1934 : 
  - Maurice Houvion, athlète de saut à la perche puis entraîneur français.
- 1940 : 
  - Pat Stapleton, hockeyeur sur glace puis entraîneur canadien. († 8 avril 2020).
- 1944 : 
  - Ado, footballeur brésilien. Champion du monde de football 1970. (3 sélections en équipe nationale).
- 1948 : 
  - René Arnoux, pilote de F1 français. (7 victoires en Grand Prix).
- 1950 : 
  - Philip Craven, basketteur en fauteuil roulant et dirigeant sportif britannique. Champion du monde de basket-ball en fauteuil roulant 1973. Président du CIP depuis 2001.

### XXesièclede1951à2000
- 1951 : 
  - John Alexander, joueur de tennis puis entraîneur australien. Vainqueur de la Coupe Davis 1977.
- 1955 : 
  - Dominique Wavre, navigateur suisse.
- 1960 :
  - Caroline Attia, skieuse alpine française.
  - Roland Ratzenberger, pilote de courses automobile autrichien. († 30 avril 1994).
- 1961 : 
  - Valentin Ivanov, arbitre de football soviétique puis russe.
- 1963 : 
  - Henri Leconte, joueur de tennis puis consultant TV français. Vainqueur de la Coupe Davis 1991.
- 1965 : 
  - Harvey Grant, basketteur américain.
- 1968 : 
  - Mark Lenzi, plongeur puis entraîneur américain. Champion olympique du tremplin de 3 m aux Jeux de Barcelone 1992 puis médaillé de bronze du tremplin de 3 m aux Jeux d'Atlanta 1996. († 9 avril 2012).
- 1973 : 
  - Jan Magnussen, pilote de F1 et d'endurance danois.
- 1974 : 
  - Liv Grete Poirée, biathlète norvégienne. Médaillée de bronze du relais 4 × 7,5 km aux Jeux de Nagano 1998 puis médaillée d'argent du 15 km et du relais 4 × 7,5 km aux Jeux de Salt Lake City 2002. Championne du monde de biathlon de la course par équipes 1997, championne du monde de biathlon du sprint 7,5 km et du 12,5 km départ en ligne 2000, championne du monde de biathlon de la poursuite 10 km 2001 puis championne du monde de biathlon du sprint 7,5 km, de la poursuite 10 km, du 12,5 km départ en ligne et du relais 4 × 6 km 2004.
- 1976 :
  - Daijiro Kato, pilote de moto japonais. Champion du monde de vitesse moto en 250 cm³ 2001. († 20 avril 2003).
  - Marcelo Romero, footballeur puis entraîneur uruguayen. (25 sélections en équipe nationale).
- 1980 :
  - Stephen Brun, basketteur français. (15 sélections en équipe nationale).
  - Valéria Héjjas, volleyeuse hongroise. (33 sélections en équipe nationale).
  - Marc Lieb, pilote de courses automobile allemand. Vainqueur des 24 Heures du Mans 2016.
- 1982 : 
  - Vladimir Gusev, cycliste sur route russe. Vainqueur du Tour de Belgique 2007.
- 1983 : 
  - Amantle Montsho, athlète de sprint botswanaise. Championne du monde d'athlétisme du 400 m 2011. Championne d'Afrique d'athlétisme du 400 m 2008, 2010 et 2012.
- 1985 :
  - David Larose, judoka français.
  - Rinalds Sirsniņš, basketteur letton. Vainqueur de l'EuroCoupe 2008. (5 sélections en équipe nationale).
- 1986 : 
  - Ömer Aşık, basketteur turc. (41 sélections en équipe nationale).
- 1987 :
  - Wude Ayalew, athlète de fond kényane. Championne du monde de cross-country par équipes 2006 et 2007.
  - Ater Majok, basketteur australo-soudano-libanais. (5 sélections avec l'équipe du Liban).
  - Markus Schairer, snowboardeur autrichien. Champion du monde de snowboard en cross 2009.
  - Jason Smyth, athlète de sprint handisport irlandais. Champion olympique du 100 m et du 200 m T13 aux Jeux de Pékin 2008 puis aux Jeux de Londres 2012 ainsi que champion paralympique du 100 m T13 aux Jeux de Rio 2016. Champion du monde d'athlétisme handisport du 100 m et du 200 m T13 2013 et champion du monde d'athlétisme handisport du 100 m T13 2015.
  - Cyril Tommasone, gymnaste artistique français. Médaillé d'argent aux Mondiaux de gymnastique artistique du cheval d'arçon 2011 et de bronze à ceux de 2014. Médaillé de bronze aux championnats d'Europe de gymnastique artistique masculine du concours général par équipe 2010 et 2018 puis médaillé d'argent du cheval d'arçon à ceux de 2011 et de 2019.
- 1988 :
  - Lucas Albert, joueur de rugby à XIII français. Vainqueur de la Coupe d'Europe des nations 2018. (5 sélections en équipe de France).
  - Bárbara, footballeuse brésilienne. Médaillée d'argent aux Jeux de Pékin 2008. Victorieuse de la Copa América féminine 2018. (95 sélections en équipe nationale).
  - Scott LaValla, joueur de rugby à XV américain. (33 sélections en équipe nationale).
- 1989 :
  - Marion Allemoz, hockeyeuse sur glace française.
  - Patrick Groetzki, handballeur allemand. Médaillé de bronze aux Jeux de Rio 2016. Vainqueur de la Coupe de l'EHF masculine 2013. (167 sélections en équipe nationale).
- 1990 : 
  - Jake Gardiner, hockeyeur sur glace américain.
- 1991 :
  - Souleymane Cissokho, boxeur français. Médaillé de bronze des moins de 69 kg aux Jeux de Rio 2016.
  - Dries De Bondt, cycliste sur route belge.
  - Sébastien Lepape, patineur de vitesse sur piste courte français. Médaillé de bronze du 500 m et du 3 000 m aux Championnats d'Europe de patinage de vitesse sur piste courte 2018.
  - Irene Paredes, footballeuse espagnole. Championne du monde de football 2023. (96 sélections en équipe nationale).
- 1992 :
  - Yuki Bhambri, joueur de tennis indien.
  - José Antonio Rodríguez, footballeur mexicain. Champion olympique aux Jeux de Londres 2012. (1 sélection en équipe nationale).
- 1993 : 
  - Mate Pavić, joueur de tennis croate. Champion olympique du double aux Jeux de Tokyo 2020. Victorieux de la Coupe Davis 2018.
- 1995 :
  - Johann André Forfang, sauteur à ski norvégien. Champion olympique par équipes et médaillé d'argent du petit tremplin aux Jeux de Pyeongchang 2018. Champion du monde de vol à ski par équipes 2016, en individuelle 2018 et par équipes 2020..
  - Artturi Lehkonen, hockeyeur sur glace finlandais.
  - Roobens Philogène, footballeur haïtien.
  - Simone Ravanelli, cycliste sur route italien.
- 1996 :
  - James Allen, pilote de courses automobile australien.
  - Justine Braisaz-Bouchet, biathlète française. Médaillée de bronze du relais 4 × 6 km aux Jeux de Pyeongchang 2018 puis championne olympique de la Mass Start aux Jeux de Pékin 2022. Médaillée d'argent du relais féminin aux Mondiaux de biathlon 2015 et 2016, de bronze du relais 2017 et en individuelle du 15 km 2019 puis championne du monde de la mass Start, du relais 4 × 6 km et du relais 2 x 6 km H + 2 x 6 km F, médaillée d'argent du sprint et de bronze de la poursuite 2024.
  - Matt Tierney, joueur de rugby à XV canadien. (22 sélections en équipe nationale).
- 1997 :
  - Georg Beyschlag, basketteur allemand.
  - Malik Fitts, basketteur américain.
  - Kobi Simmons, basketteur américain.
- 1999 :
  - Melle Meulensteen, footballeur néerlandais.
  - Tuta, footballeur brésilien. Vainqueur de la Ligue Europa 2022.
  - Leopold Wahlstedt, footballeur suédois.
- 2000 :
  - Abdoulaye Diaby, footballeur malien.

### XXIesiècle
- 2001 : 
  - Alan Varela, footballeur argentin.
- 2002 : 
  - Joaquín Gutiérrez, footballeur chilien.
  - Murillo, footballeur brésilien.
  - Lorenzo Pani, joueur de rugby à XV italien. (8 sélections en équipe nationale).
  - Alex Paulsen, footballeur néo-zélandais.
  - Saïdou Sow, footballeur franco-guinéen. (22 sélections avec l'équipe de Guinée).
- 2006 : 
  - Nash Huot-Marchand, skieur alpin français. Champion olympique de la jeunesse du géant et médaillé de bronze du slalom aux Jeux de Glasgow 2024.
- 2007 : 
  - Jonah Kusi-Asare, footballeur suédois.

## Décès

### XXesièclede1901à1950
- 1922 : 
  - James Brown, 59 ans, footballeur anglais. (5 sélections en équipe nationale). (° 31 juillet 1862).
- 1938 : 
  - Suzanne Lenglen, 49 ans, joueuse de tennis française. Championne olympique en simple et en double mixte puis médaillée de bronze en double aux Jeux d'Anvers 1920. Victorieuse des tournois de Wimbledon 1919, 1920, 1921, 1922, 1923, 1925, des Roland Garros 1920, 1921, 1922, 1923, 1925 et 1926. (° 24 mai 1899).

### XXesièclede1951à2000
- 1961 : 
  - Max Breunig, 72 ans, joueur puis entraîneur de football allemand. (9 sélections en équipe nationale). (° 12 novembre 1888).
- 1969 : 
  - Henri Decoin, 79 ans, nageur et poloïste puis écrivain, scénariste et réalisateur français. (° 18 mars 1890).
- 1990 : 
  - Sweeney Schriner, 78 ans, hockeyeur sur glace canadien. (° 30 novembre 1911).
- 1998 : 
  - Peter Monteverdi, 64 ans, pilote de courses automobile suisse. (° 7 juin 1934).

### XXIesiècle
- 2002 : 
  - Gérard Dufau, 77 ans, joueur de rugby à XV puis entraîneur français. (38 sélections en équipe de France). (° 27 août 1924).
- 2006 : 
  - Jean d'Orgeix, 85 ans, cavalier de saut d'obstacles français. Médaillé de bronze du saut d'obstacles aux Jeux de Londres 1948. (° 15 avril 1921).
- 2007 : 
  - Liane Bahler, 25 ans, cycliste sur route allemande. (° 22 janvier 1982).
- 2009 :
  - Robert Louis-Dreyfus, 60 ans, homme d'affaires suisse. Président de l'Olympique de Marseille de 1996 à 2009. (° 14 juin 1946).
  - Steve McNair, 36 ans, joueur de foot U.S. américain. (° 14 février 1973).
- 2012 : 
  - Jimmy Bivins, 92 ans, boxeur américain. (° 6 décembre 1919).
- 2017 : 
  - Gene Conley, 86 ans, joueur de baseball et de basket-ball américain. Champion NBA en 1959, 1960 et 1961 avec les Celtics de Boston. Vainqueur de la Série mondiale de 1957 avec les Braves de Milwaukee. (° 10 novembre 1930).